# Pronkmantel

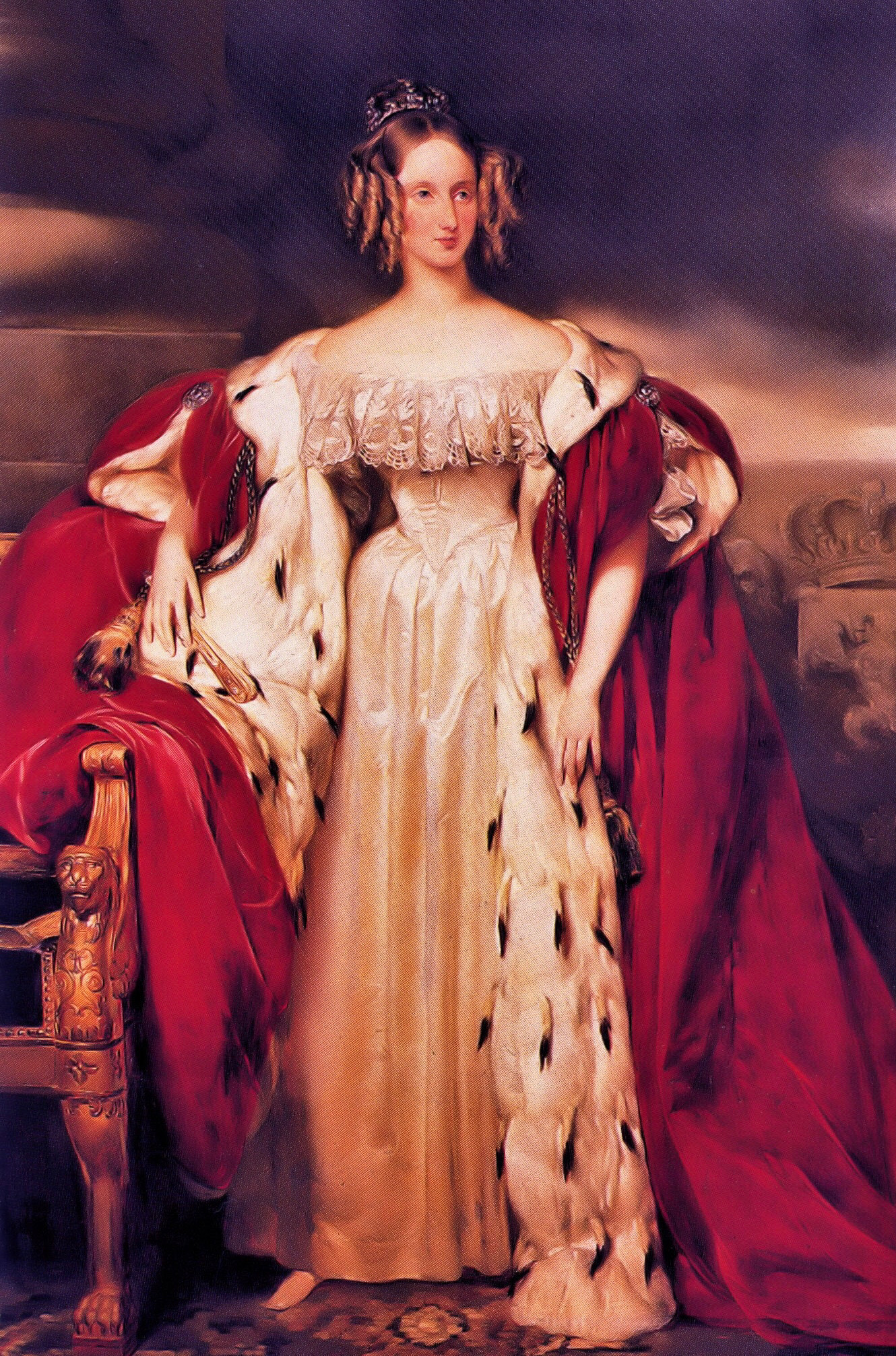
Louise Marie van Orléans, eerste koningin der Belgen

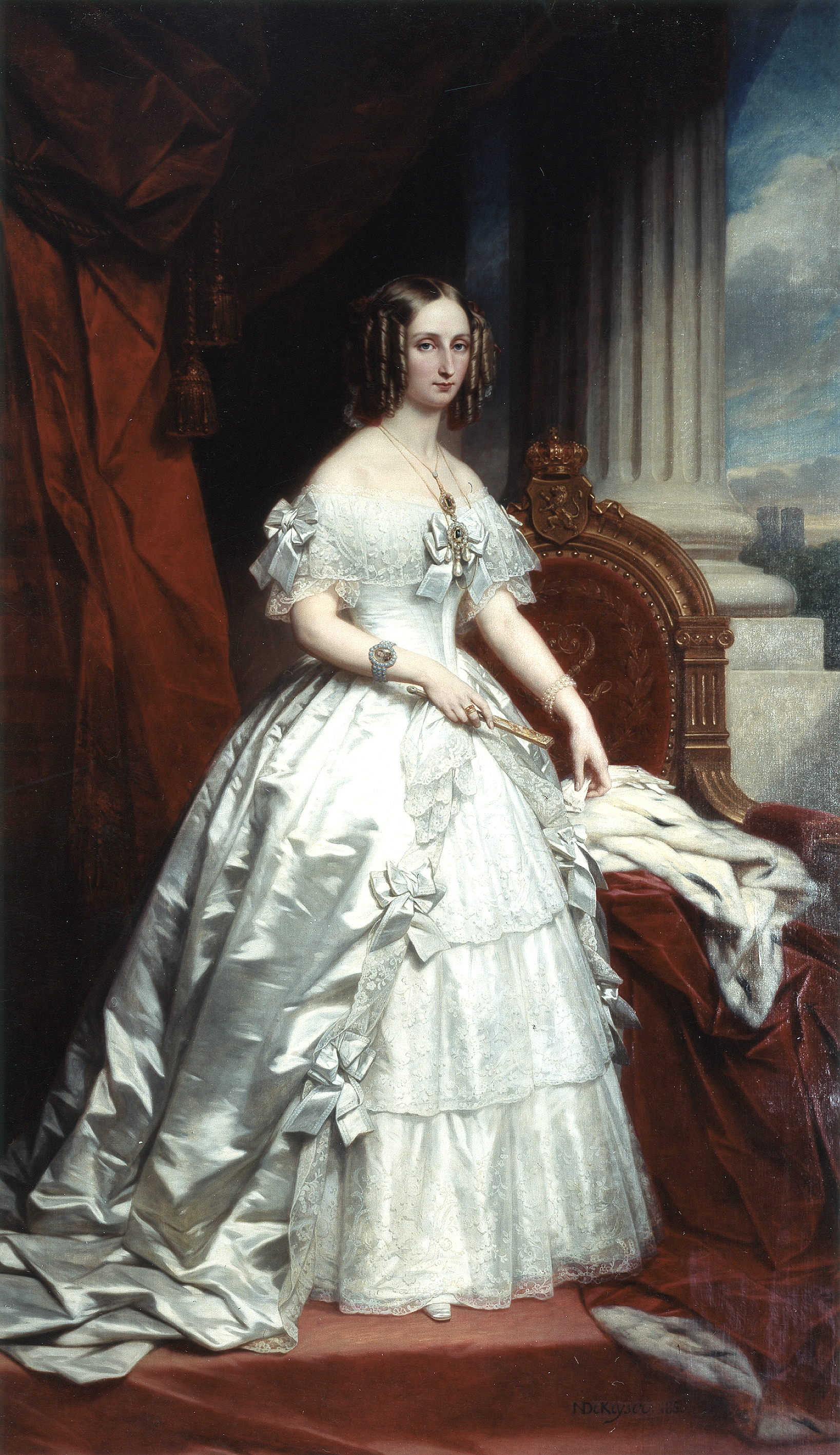
Louise Marie van Orléans met koningsmantel of pronkmantel

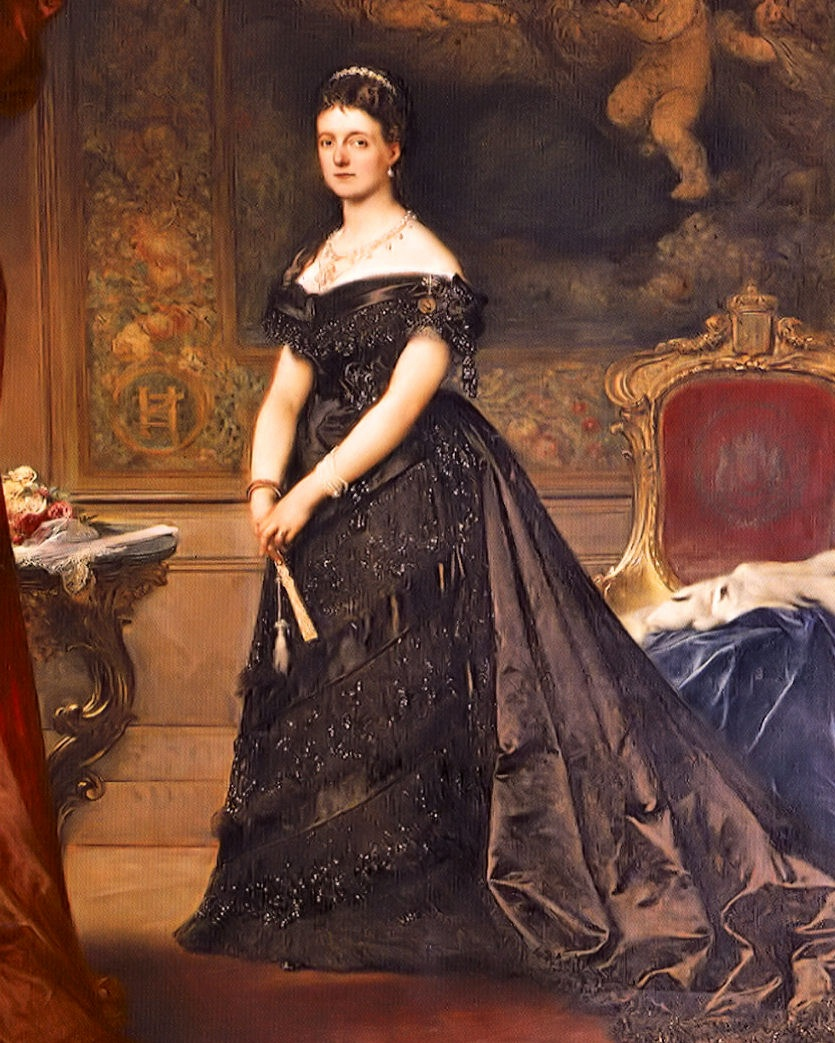
Maria Hendrika met blauwe koningsmantel of pronkmantel

Naast de zeer kostbare koningsmantels en kroningsmantels waren er bij de Europese vorsten ook pronkmantels, in het Duits Prunkmäntel genoemd, in gebruik.

## Uitvoering
De pronkmantel is net als de koningsmantel een brede met hermelijn afgezette en soms ook gevoerde mantel van fluweel. Meestal zijn de mantels rood maar ook andere kleuren zoals blauw komen voor, de lange sleep die de 18e- en 19e-eeuwse konings- en kroningsmantels kenmerkt ontbreekt bij de pronkmantels.
De met goud geborduurde koningsmantel is het meest prestigieuze kledingstuk dat denkbaar is en voorbehouden aan de koningen en de keizers, een pronkmantel kon ook door hun verwanten, door niet regerende koninginnen en kleinere potentaten zoals de Duitse groothertogen worden gedragen. Koningen gebruikten hun zware en onpraktische kroningsmantel voor hun plechtige kroning of inhuldiging maar ook zij maakten voor iets minder grootse plechtigheden wel gebruik van pronkmantels.
In Beieren zijn de pronkmantels bewaard gebleven die koning Lodewijk II van Beieren liet maken voor de verloving met Sophie in Beieren. Hoewel ook andere dames wel fluweel en hermelijn droegen, moesten zij zich hoeden voor al te kostbare mantels. Een mantel die die van de vorsten naar de kroon stak zou bespottelijk of zelfs beledigend zijn gevonden.
Een nonchalant over een stoel geworpen of op de achtergrond gedrapeerde hermelijnen pronkmantel was eeuwenlang een vast onderdeel van de traditionele koninklijke portretkunst. Het liet de beschouwer in één oogopslag zien dat men met een vorstelijke persoon te maken had.

## Pronkmantels in Nederland
De stadhouders en hun echtgenoten zijn niet met pronkmantels geportretteerd. Een uitzondering was koningsdochter Anna van Hannover die op een portret van Johann Valentin Tischbein uit 1753 een hermelijnen mantel vasthoudt. Het is een verwijzing naar haar koninklijke status.
Ook de Nederlandse en Belgische koninginnen zijn met pronkmantels afgebeeld. Nederland heeft voor de regerende koning of koningin een zware hermelijnen mantel met sleep beschikbaar maar de koninginnen moesten het zonder koningsmantel stellen. Koningin Anna Paulowna der Nederlanden droeg daarom tijdens de kroning van haar man Koning Willem II in 1840 een gele met hermelijn gezoomde pronkmantel waarmee zij haar koninklijke status illustreerde. Zij zat niet met de koning en de prinsen op het podium onder de baldakijn maar rechts van de troon. Haar verheven status was desondanks duidelijk door de gedragen mantel.
Het geel van het fluweel wijkt af van het in West-Europa gebruikelijke rood. Het herinnert aan de Russische kroningsmantel die opvalt door haar goudgele fluweel.
Bij die gelegenheid droeg de nieuwe prinses van Oranje, Sophie van Württemberg een rode pronkmantel. Haar mantel was iets eenvoudiger uitgevoerd en had geen mouwen.
Koningin-weduwe Emma droeg in 1898 bij de inhuldiging van haar dochter geen pronkmantel.

## Pronkmantels in België
De Belgische koninginnen van de 19e eeuw droegen bij plechtigheden kennelijk rode en blauwe pronkmantels met hermelijnen zoom. Zij zijn hiermee in ieder geval geregeld geportretteerd. De rij werd geopend door de eerste koningin Louise Marie van Orléans. In de tweede helft van de 20e eeuw was de gewoonte om zulke zware en onpraktische mantels te dragen verdwenen. Koningin Elisabeth droeg, zo is op een foto in het Koninklijk Paleis in Brussel te zien, als jonge vrouw nog een met hermelijn gevoerde mantel maar Fabiola en Paola zijn er niet meer mee gezien.

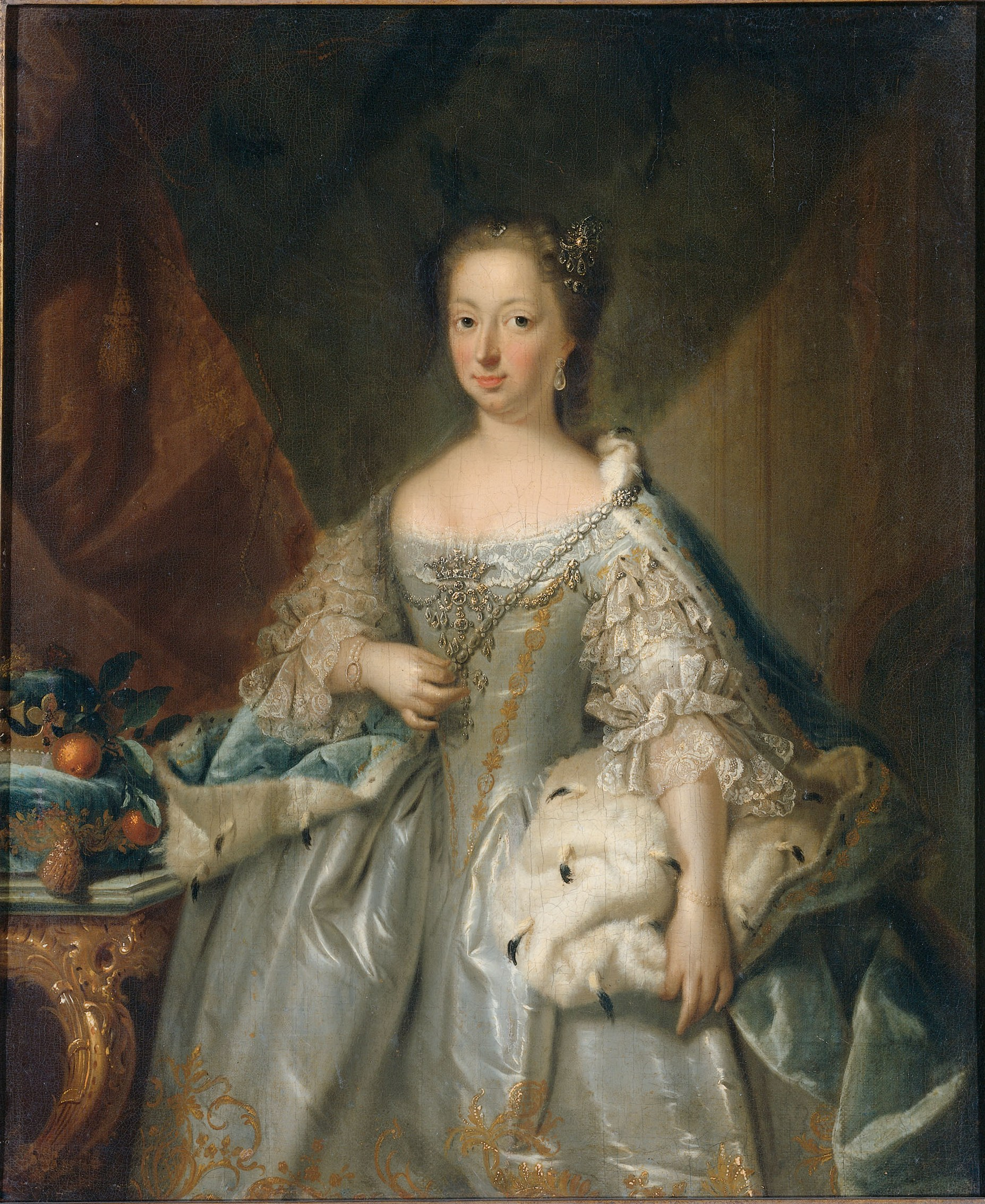
Anna van Hannover met hermelijnmantel